# Harvey Milk
Harvey Bernard Milk, född 22 maj 1930 i Woodmere i Nassau County, New York, död 27 november 1978 i San Francisco i Kalifornien, var en amerikansk politiker och den första öppet homosexuella mannen som valdes till ett politiskt ämbete i Kalifornien. I sitt tidiga liv var han inte intresserad av politik och aktivism för homosexuellas rättigheter. Han var inte öppen med sin sexualitet eller politiskt aktiv förrän han var omkring 40 år. Milk lämnade New York City för att bosätta sig i San Francisco under en migration av homosexuella män som flyttade till Castro-området på 1970-talet. Områdets växande politiska och ekonomiska makt främjade Milks intressen. Han kandiderade till politiska ämbeten tre gånger utan framgång. Teatraliska kampanjer ökade Harvey Milks popularitet och 1977 valdes han in i San Franciscos stadsfullmäktige, ett resultat av de bredare sociala förändringar som staden genomlevde.
Harvey Milk innehade sitt ämbete i 11 månader och var ansvarig för att ta fram en kommunal stadga för homosexuellas rättigheter. Den 27 november 1978 blev Milk och borgmästaren George Moscone mördade av Dan White, en annan ledamot av stadsfullmäktige, som nyligen hade avgått och ville ha tillbaka sitt arbete. Liberala trender i San Franciscos politik möjliggjorde valet av Harvey Milk. Konservativt motstånd mot dessa förändringar var uppenbara i de händelser som följde på morden. Trots sin korta politiska karriär har Milk blivit en ikon i San Francisco och "en martyr för homosexuellas rättigheter", enligt professorn Peter Novak vid University of San Francisco. År 2002 kallades Milk "den mest berömda och mest betydelsefullt öppna HBT-person som någonsin valts till befattningshavare i USA". Tidskriften Time skrev om hans inflytande: "[Efter Milk] blev många människor, heterosexuella och homosexuella, tvungna att anpassa sig till en ny verklighet som han förkroppsligade: att en homosexuell person kunde leva ett hederligt liv och nå framgång."

## Uppväxt
Harvey Bernard Milk föddes den 22 maj 1930 i Woodmere på Long Island i New York som yngste son till de litauiska judarna William och Minerva Karns Milk. Hans farfar Morris Milk ägde ett varuhus och var en av arrangörerna bakom områdets första synagoga. Som barn blev Harvey Milk retad för sina utstående öron och stora näsa och fötter. Han uppmärksammades som klassens clown, spelade amerikansk fotboll och utvecklade en passion för opera. Under sina tonår kändes han vid sin homosexualitet men höll den hemlig. Harvey Milk tog examen från Bay Shore High School 1947 och fortsatte studera 1947–1951 med matematik som huvudämne på New York State College for Teachers i Albany, nuvarande University at Albany, SUNY. Han skrev i högskolans tidning och deltog i sociala aktiviteter. Ingen av hans vänner i high school eller på universitetet ifrågasatte hans sexualitet: "Man tänkte aldrig på honom som en möjlig "queer"—det var vad man kallade dem då—han var en karlakarl".

## Tidigt liv och karriär
Under Koreakriget tjänstgjorde Harvey Milk som dykare ombord i ubåtsbärgningsfartyget USS Kittiwake (ASR-13) och senare som dykinstruktör vid flottbasen i San Diego. År 1955 lämnade han USA:s flotta med löjtnants rang (lieutenant, junior grade).
Harvey Milk undervisade vid George W. Hewlett High School på Long Island. År 1956 träffade han Joe Campbell i Queens och männen blev ett par. De flyttade till Texas, men trivdes inte och flyttade snart tillbaka till New York där Milk fick jobb på ett försäkringsbolag. Efter nästan sex år tillsammans separerade Campbell och Milk. Han dolde sitt tidiga kärleksliv för sin familj och sitt arbete. Som ensamstående i New York övervägde han att flytta till Miami och där gifta sig med en lesbisk väninna för att "ha... en fasad och ingen skulle vara i vägen för den andra". Han stannade dock i New York. År 1962 inledde Milk ett förhållande med Craig Rodwell, men ogillade hans inblandning i gayaktivistorganisationen New York Mattachine Society. Craig Rodwell arresterades för att i Riis Park ha 'blottat sig och framkallat ett upplopp' - lagen krävde nämligen att mäns baddräkter skulle räcka från ovanför naveln till nedanför låret. Milk skrämdes av Rodwells tendens att uppröra polisen och förhållandet blev inte långvarigt. Han bytte arbete från försäkringsstatistiker till analytiker. Hos sin nya arbetsgivare Bache & Company på Wall Street befordrades han ofta trots sin ovana att uppröra företagets seniormedlemmar genom att strunta i deras råd. Arbetskamraterna upplevde att Milk inte hade sitt hjärta i jobbet. Milk inledde ett förhållande med Jack Galen McKinley, en regiassistent, och övertalade honom att arbeta i den konservative republikanen Barry Goldwaters presidentvalskampanj 1964. Förhållande var skakigt: McKinley hade anlag för depression och hotade ofta med att begå självmord. För att få sin partner på bättre tankar tog Milk med honom till det sjukhus där Joe Campbell återhämtade sig efter ett självmordsförsök (efter att hans pojkvän hade lämnat honom).

## Castro Street

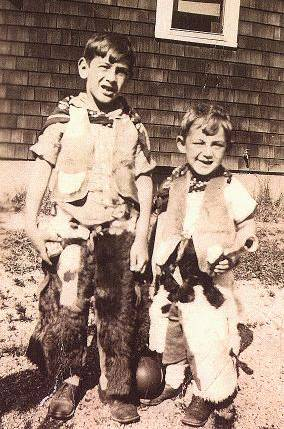
Harvey (höger) och hans äldre bror Robert, 1934.

Eureka Valley i San Francisco är området där Market Street och Castro Street korsas. I årtionden var det ett irländskt-katolskt arbetarklassområde. Med början på 1960-talet urholkades stadens ekonomi när tjänstesektorn ersatte fabriks- och varvsarbeten. Tillverkningsindustrin flyttade till billigare lägen och unga familjer flyttade till förorter i Bay Area. Borgmästaren Joseph Alioto byggde sin politiska karriär på att välkomna exploatörer (och attrahera en katolsk kardinal till staden). San Francisco, en decentraliserad "stad av byar" började förändras. Med centrumområdets (downtown) expansion utarmades lokala områden, som Castro street. Butiker slog igen och bostäder övergavs. År 1963 när en gaybar öppnade i området sjönk fastighetspriserna markant då de flesta arbetarklassfamiljerna snabbt ville sälja. Castros billiga viktorianska hus attraherade nya köpare: Hippies som ville bort från det brottstyngda området Haight-Ashbury.
Sedan andra världskriget fanns i San Francisco ett ansenligt antal homosexuella män som hellre levde där än återvände till sina hemorter där de riskerade att bli utstötta. I en mätning 1969 hade San Francisco flera homosexuella personer per invånare än någon annan amerikansk stad. När National Institute of Mental Health bad Kinsey Institute att göra en undersökning om homosexuella valdes San Francisco som fokusområde. Milk och McKinley deltog tillsammans med tusentals andra män i undersökningen. Paret anlände till staden 1969, tillsammans med ett resande sällskap som satte upp musikalen Hair. Förhållandet tog slut när McKinley fick ett jobb för New York-uppsättningen av Jesus Christ Superstar. Tilltalad av staden stannade Harvey Milk kvar. När USA bombade Kambodja ökade hans politiska frustration och han lät håret växa. Han arbetade på ett investeringsföretag och blev där tillsagd att klippa sig, men vägrade och avskedades.
Harvey Milk drev mellan Kalifornien, Texas och New York utan fast anställning eller framtidsplaner. I New York blev han involverad i O'Horgans teatersällskap som "allmän rådgivare" och associerad producent för Lenny och för Eve Merriam's Inner City. En berättelse i New York Times om O'Horgan beskrev Harvey Milk som "en man med ledsna ögon—en annan åldrande hippie med långt, långt hår, klädd i bleknade jeans och fina pärlor". Craig Rodwell läste beskrivningen av den tidigare stela mannen och undrade om det kunde vara samma person. En av Milks vänner från Wall Street oroade sig över att han inte verkade ha någon plan eller framtid, men mindes Milks attityd: "Jag tror att han var lyckligare än jag någonsin hade sett honom i hela hans liv".
Milk mötte Scott Smith, 20 år yngre än han själv, och inledde ett nytt förhållande. Han och Smith, som nu inte gick att skilja från andra långhåriga och skäggiga hippies, återvände till San Francisco. De levde på sparade pengar. Med deras sista 1000 dollar öppnade Milk en kameraaffär på Castro Street.

## Politiska förändringar
I slutet av 1960-talet började Society for Individual Rights (SIR) och Daughters of Bilitis (DOB) motarbeta San Franciscopolisens förföljelse av gaybarer och brottsprovokationer. Oralsex var ännu olagligt och år 1970 arresterades nästan 90 personer i staden för brottet. Vissa män, som riskerade att bli vräkta om det upptäcktes att de hade sex tillsammans i en hyreslägenhet och som inte ville bli arresterade i gaybarer, hade istället sex i parker på natten. Borgmästare Joseph Alioto bad polisen att prioritera parkerna och hoppades att ärkestiftet och hans katolska anhängare uppskattade åtgärden. År 1971 arresterades 2 800 homosexuella män för sex på offentlig plats. New York City registrerade bara 63 arresteringar för samma brott det året. Alla som arresterades på moralisk grund registrerades som sexualförbrytare.
Kongressledamoten Phillip Burton, delstatskongressledamoten Willie Brown och andra kaliforniska politiker märkte hur homosexuella fick mer inflytande och blev bättre politiskt organiserade i staden. Willie Brown verkade år 1969 för legalisering av sex mellan samtyckande vuxna, men utan framgång. SIR uppvaktades också av den populära moderata ledamoten av stadsfullmäktige Dianne Feinstein i hennes försök att bli borgmästare som motkandidat till Alioto. Richard Hongisto, en före detta polis, försökte i tio år förändra San Francisco Police Departments konservativa attityder. Han tilltalade gaysamhället som svarade med att samla in en ansenlig summa till hans valkampanj för sheriffämbetet. Dianne Feinstein lyckades inte i valet men Richard Hongistos seger 1971 demonstrerade gaysamhällets politiska styrka.
SIR var nu tillräckligt mäktiga för politiska manövreringar. År 1971 bildades lobbygruppen Alice B. Toklas Memorial Democratic Club av SIR-medlemmarna Jim Foster, Rick Stokes och David Goodstein, The Advocates publicist. "Alice" försökte övertala liberala politiker att initiera lagförslag. En framgång var Dianne Feinsteins stöd år 1972 för Del Martin och Phyllis Lyons förordning om illegalisering av sexdiskriminering i arbetslivet. Alice utsåg Rick Stokes som kandidat till en relativt oviktig plats i den lokala utbildningsnämnden. Den tystlåtne och försynta Stokes fick 45 000 röster men vann inte. Jim Foster hamnade i det nationella rampljuset som den förste öppet homosexuelle mannen som talade inför ett partikonvent. Enligt San Franciscos politiker tillförsäkrade Jim Fosters tal vid Demokraternas partikonvent 1972 att det var honom man skulle lyssna på när man behövde gaysamhällets åsikter - och inte minst deras röster.
En dag 1973 kom en delstatsbyråkrat till Harvey Milks butik Castro Camera och informerade honom om att han var skyldig 100 dollar som deposition mot delstatlig varuskatt. Milk var misstrogen och de diskuterade högljutt affärsägares rättigheter. Milk klagade i flera veckor hos delstatsförvaltningen och till slut sänktes depositionen till 30 dollar. Milk rasade över statens prioriteringar när en lärare kom till hans affär för att låna en projektor, eftersom utrustningen i skolorna inte fungerade. Vänner minns också att de vid ungefär samma tid hindrade Harvey Milk från att sparka på TV:n när justitieministern John N. Mitchell under Watergateförhören genomgående svarade "jag minns inte".
Milk beslöt att tiden var kommen för att kandidera som kommunpolitiker. Han sade senare "Jag nådde slutligen den punkt där jag visste att jag måste engagera mig eller hålla tyst".

## Kampanjer

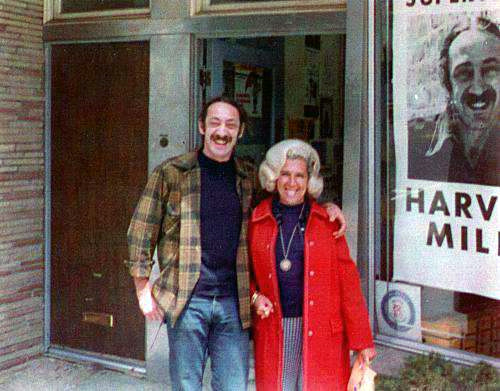
Milk, här med sin svägerska framför Castro Camera, 1973.

Harvey Milk fick ett frostigt mottagande av San Franciscos homosexuella politiska etablissemang. Jim Foster, som vid den tidpunkten hade varit aktiv i gaypolitiken i tio år, misstyckte när nykomlingen bad om stöd för en så prestigefylld ställning som ledamot av stadsfullmäktige. Foster sade till Milk: "Det finns ett gammalt ordspråk i Demokratiska partiet. Du får inte dansa om du inte ställer upp stolarna. Jag har aldrig sett dig ställa upp stolarna." Milk rasade över den nedlåtande tillrättavisningen och samtalet blev början till ett fientligt förhållande mellan Alice och Harvey Milk. Han fick stöd av vissa ägare av gaybarer som fortfarande kämpade med polistrakasserier och som var missnöjda med en timid attityd från Alice gentemot stadens etablissemang.
Från att ha drivit omkring i flera år hade Harvey Milk nu hittat sitt kall, enligt journalisten Frances FitzGerald som kallade honom "född politiker". Till en början var hans oerfarenhet uppenbar. Han försökte klara sig utan pengar och personal. Han förlitade sig istället på sitt budskap om sund ekonomisk förvaltning som gynnade individer mer än storföretag och stat. Han stödde omorganiseringen av kommunalvalen från en stadsomfattande omröstning till omröstningar i valkretsar. Reformen syftade till att minska pengarnas makt över valet och ge lokalområdena större kontroll över sina representanter i stadsstyrelsen. Han hade också en socialt liberal plattform; mot statlig inblandning i privatpersoners sexliv och för legalisering av marijuana. Milks eldiga, bombastiska tal och smarta mediebegåvning gav honom betydande mediebevakning under valet 1973. Han fick 16 900 röster, tog hem Castrodistriktet och andra liberala områden och kom på tionde plats av 32 kandidater. Om valen hade blivit omorganiserade så att distrikten valde egna representanter skulle han ha vunnit.

### Castro Streets borgmästare
Harvey Milk började bygga koalitioner tidigt i sin politiska karriär. När fackförbundet Teamsters skulle agera mot öldistributörer som vägrade skriva på förbundets kontrakt bistod han i kontakterna med gaybarer. I utbyte bad Milk fackförbundet att anställa fler homosexuella förare. Milk bearbetade gaybarerna i och omkring Castro-området och uppmanade dem att vägra sälja ölen. Med hjälp av arabiska och kinesiska specerihandlare som Teamsters också hade rekryterat blev bojkotten mycket framgångsrik och Milk fann en stark politisk allierad i fackföreningsrörelsen. Det var ungefär vid denna tid han började titulera sig "Castro Streets borgmästare" ("The Mayor of Castro Street"). Hans rykte växte samtidigt som Castro Streets. Tom O'Horgan anmärkte, "Harvey letade efter en scen under större delen av sitt liv. På Castro Street fann han den slutligen."
Motsättningarna mellan områdets äldre invånare och de nyinflyttade homosexuella förstärktes 1973. När två homosexuella män försökte öppna en antikaffär försökte Eureka Valley Merchants Association (EVMA) hindra dem från att få affärslicens. Harvey Milk och några andra homosexuella affärsägare bildade Castro Village Association, med Milk som ordförande. Han förespråkade att homosexuella skulle handla från homosexuellas affärer och organiserade år 1974 Castro Street Fair för att locka fler konsumenter till området. Mer än 5000 personer kom till marknaden och en del av EVMA:s medlemmar blev förbluffade när försäljningen på Castro Street Fair var bättre än någonsin tidigare.

### Seriös kandidat
Fastän han var en nykomling i Castro District var Harvey Milk en ledare som togs på större allvar i den lilla gemenskapen. Han beslöt att kandidera igen till stadsfullmäktige 1975. Han omprövade sin politik och klippte sitt långa hår, lovade att avhålla sig från marijuana och svor att aldrig mer besöka en bastuklubb. Milks kampanjer fick stöd av Teamsters och brandmännens och byggnadsarbetarnas fackföreningar. Castro Camera blev händelsernas centrum i området. Milk värvade ofta människor från gatan för att arbeta i hans kampanjer. Många upptäckte senare att de bara råkade vara den sorts män som Milk tyckte var attraktiva.
Milk förordade stöd till småföretag och lokalområdens tillväxt. Sedan 1968 hade borgmästare Alioto lockat storföretag till staden trots att kritiker kallade politiken "Manhattaniseringen av San Francisco". Aliotos politiska bas, arbetarklassen, utsåg en ny kandidat och George Moscone valdes till borgmästare. Tidigare samma år hade Moscone varit kraftigt bidragande i Kaliforniens delstatslegislatur till att avskaffa sodomilagen.  Han besökte Milks valnattshögkvarter för att tacka Milk personligen och erbjuda honom en post som stadskommissionär. Milk kom på sjunde plats i valet, bara en position ifrån att få en plats i stadsfullmäktige. Liberala politiker innehade posterna borgmästare, distriktsåklagare och sheriff.
Trots stadens nya ledarskap fanns fortfarande konservativa fästen. En av Moscones första åtgärder som borgmästare var att tillsätta en ny polischef. Han valde Charles Gain som större delen av poliskåren ogillade Gain för att han i media kritiserade poliser för okänslighet i rasfrågor och alkoholmissbruk på jobbet. På borgmästarens begäran gjorde Gain klart att homosexuella poliser skulle välkomnas i kåren. Detta blev riksnyheter. Poliser uttryckte sitt hat mot Gain och borgmästaren.

### Kandidatur till delstatsförsamlingen

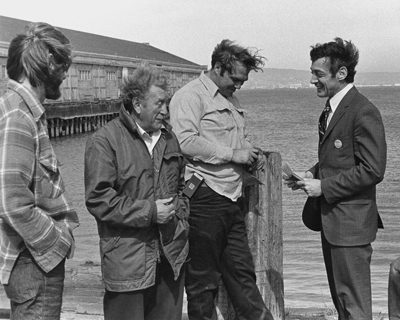
Harvey Milk med ny frisyr och kostym, valkampanj med hamnarbetare i San Francisco, 1976.

#### Utnämning och avsked
Den nyvalde borgmästaren George Moscone höll sitt löfte till Milk och tillsatte honom till Board of Permit Appeals 1976, vilket gjorde honom till USA:s första öppet homosexuella city commissioner. Milk funderade dock på att kandidera till California State Assembly, underhuset i Kaliforniens delstatslegislatur. Valkretsen var kraftigt viktad till hans fördel, då stora delar av den var områden omkring Castro Street där Milks anhängare röstade. I det föregående valet till stadsfullmäktige fick Milk fler röster än den sittande underhusledamoten. Moscone hade dock gjort en överenskommelse med underhusets talman att en annan kandidat skulle ställa upp—Art Agnos. Vidare hade borgmästaren bestämt att varken tillsatta eller valda ämbetsmän fick driva valkampanj medan de utförde sitt arbete.
I fem veckor behöll Harvey Milk sin plats i Board of Permit Appeals innan Moscone avsatte honom när han tillkännagav sin kandidatur till California State Assembly. (Rick Stokes ersatte honom). Avskedandet gav Milk bränsle åt hans kampanj och efter överenskommelsen bakom kulisserna mellan Moscone, underhusets talman och Agnos anlade Milk rollen som politiker i underläge. Han rasade om att höga ämbetsmän i stadens och delstatens styrelser var mot honom. Han klagade på att det rådande politiska etablissemanget utestängde honom, särskilt Alice B. Toklas Memorial Democratic Club. Han kallade Jim Foster och Rick Stokes för homosexuella "Onkel Toms". Han gillade en lokal veckotidnings rubrik: "Harvey Milk vs. The Machine" ("Harvey Milk mot maskinen").

#### President Ford och Bill Sipple
Milks roll som representant för San Franciscos homosexuella invånare utökades under denna period. Den 22 september 1975 besökte president Gerald Ford San Francisco. När han gick från sitt hotell till sin bil höjde Sara Jane Moore i folkmängden ett skjutvapen för att skjuta honom. En före detta marinkårssoldat som hade gått förbi tog tag i hennes arm och vapnet avlossades mot trottoaren. Mannen som gick förbi var Oliver "Bill" Sipple, som hade lämnat Milks ex-pojkvän Joe Campbell åratal tidigare, vilket föranledde Campbells självmordsförsök. Sipple, som var tjänstledig från militären på grund av psykiskt funktionshinder, bodde i området Tenderloin i San Francisco, och hamnade omedelbart i det nationella rampljuset. Sipple vägrade kalla sig hjälte och ville inte få sin sexualitet avslöjad. Milk drog däremot fördel av möjligheten för att illustrera sin sak att allmänhetens syn på homosexuella skulle förbättras om de kom ut ur garderoben. Han berättade för en vän: "Det är ett alltför bra tillfälle. För en gångs skull kan vi visa att bögar gör hjältemodiga saker, inte bara allt det där om att antasta barn och hänga på toaletter." Milk kontaktade en tidning.
Flera dagar senare Herb Caen, en kolumnist på The San Francisco Chronicle, avslöjade Sipple som homosexuell och vän till Milk. Tillkännagivandet togs upp av rikstäckande tidningar, och Milks namn fanns med i många av artiklarna. Tidskriften Time nämnde Milk som en ledare för gaysamhället i San Francisco. Sipple belägrades av reportrar, liksom hans familj. Hans mor, en övertygad baptist i Detroit, vägrade tala med honom. Fastän han hade varit involverad i gaysamhället i åratal, och till och med deltagit i Gay Pride-evenemang, stämde Sipple Chronicle för inkräktande på privatlivet. President Ford skickade ett tackmeddelande till Sipple för att han hade räddat hans liv. Milk sade att Sipples sexuella läggning var anledningen till att han bara fick ett meddelande, istället för en inbjudan till Vita huset.

#### Kampanjorganisationen
Milks fortsatta valkampanj, som drevs från Castro Cameras skyltfönster, var en studie i oordning. Det fanns många frivilliga som gärna skickade ut massförsändelser, men Milks noteringar och listor över valarbetare fördes på kladdpapper. När kampanjen fick in finanser kom pengarna från kassaapparaten utan att någon tanke på redovisning förekom. En 11-årig flicka från området beordrade glatt homosexuella män och irländska mormödrar att arbeta i kampanjen, trots sin mors avrådan. Milk själv var hyperaktiv och benägen att få fantastiska temperamentsutbrott, bara för att snabbt återhämta sig och skrika upphetsat om något annat. Många av hans gormanden riktades mot hans pojkvän, Scott Smith, som blev desillusionerad över den man som inte längre var den tillbakalutade hippie han hade förälskat sig i.
Kandidaten var engagerad och på gott humör, och hade en särskild fallenhet för att få uppmärksamhet i media. Han tillbringade mycket tid med att registrera väljare och skaka hand vid busshållplatser och biografköer. Han tog alla tillfällen att göra reklam för sig själv. Han uppskattade verkligen kampanjarbetet, och hans framgång var tydlig. Med det stora antalet frivilliga valarbetare lät han dussintals åt gången stå längs den trafikerade genomfartsvägen Market Street som mänskliga affischtavlor med skyltar med texten "Milk for Assembly" när pendlare körde till sina arbeten inne i staden. Han spred sin kampanjlitteratur varhelst han kunde, även bland en av de mest inflytelserika politiska grupperingarna i staden: Folkets tempel. Milks valarbetare tog med sig tusentals broschyrer dit, men kom tillbaka med onda aningar. Eftersom ledaren för Folkets tempel, Jim Jones, var politiskt inflytelserik i San Francisco (och stödde båda kandidaterna), tillät Milk medlemmar av Folkets tempel att använda hans telefoner, och talade senare i kyrkan och försvarade Jones. Men till sina valarbetare sade han: "Se till att alltid vara snälla mot Folkets tempel. Om de ber er att göra något, gör det och skicka dem ett meddelande med tack för att de bad er göra det. De är konstiga och de är farliga, och man vill aldrig vara på deras dåliga sida."

#### Valresultatet
Valresultatet blev jämnt och Milk förlorade med färre än 4000 röster. Agnos lärde dock Milk en värdefull läxa när han kritiserade Milks valtal som "deprimerande... Du pratar om hur ska kasta ut odågorna, men hur ska du fixa saker—förutom att slå mig? Du borde inte lämna publiken nedstämd." Efter denna förlust insåg Milk att Toklasklubben aldrig skulle stödja honom politiskt och medverkade till att grunda San Francisco Gay Democratic Club.

## Större historiska krafter
Den nyfödda rörelsen för homosexuellas rättigheter hade ännu inte mött organiserat motstånd i USA. År 1977 lyckades några gayaktivister med goda kontakter i Miami i Florida få igenom en medborgarrättslag som illegaliserade sexuell diskriminering i Dade County. En välorganiserad grupp konservativa kristna fundamentalister, ledda av sångerskan Anita Bryant, svarade med kampanjen Save Our Children (Rädda våra barn). Bryant hävdade att lagen inkräktade på hennes rätt att undervisa sina barn om biblisk moral. Bryant och kampanjen samlade in 64 000 underskrifter för att föra frågan till folkomröstning i countyt. Med delfinansiering från Florida Citrus Commission, som Bryant var talesperson för, gjorde de TV-reklam som kontrasterade Orange Bowl Parade med San Francisco's Gay Freedom Day Parade. Reklamen hävdade att Dade County skulle förvandlas till en "grogrund för homosexualitet" där "män ... ränner med småpojkar".
Jim Foster, den mäktigaste politiska kampanjorganisatören i San Francisco kom till Miami för att hjälpa gayaktivisterna när valdagen närmade sig. En landsomfattande bojkott av apelsinjuice organiserades. Dock blev valresultatet ett överväldigande nederlag för gayaktivisterna. Med det största valdeltagandet i ett extraval i Dade Countys historia röstade 70% för att avskaffa lagen.

### Bara politik

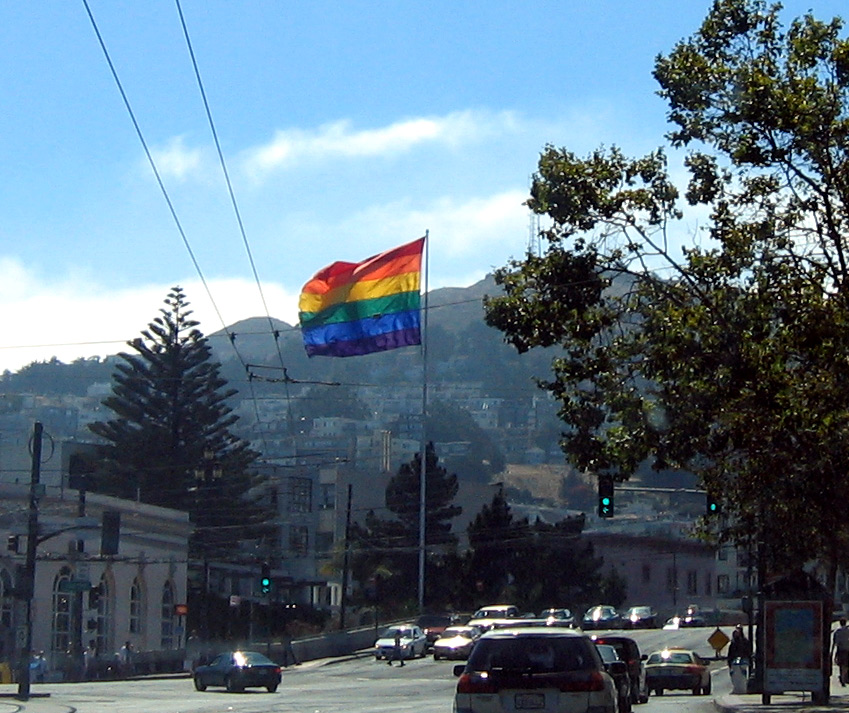
Regnbågsflagga över Harvey Milk Plaza i Castro-området.

En oförberedd demonstration med 3000 deltagare från Castro-området bildades på natten efter omröstningen i Dade County. Bögar och lesbiska mässade "Ut från barerna till gatorna!", upprymda i sin passionerade och kraftfulla reaktion. San Francisco Examiner rapporterade att demonstranter drog ut andra personer från barer på Castro- och Polk Street och ett "öronbedövande" hurrarop hördes. Den natten ledde Milk demonstranterna i en 8 km lång vandring genom staden, ständigt i rörelse, eftersom de visste att om de stannade för länge skulle det bli upplopp. Han förklarade: "Detta är gaysamhällets makt. Anita kommer att skapa en nationell homosexuell kraft." Aktivisterna hade dock inte mycket tid för att återhämta sig, då scenariot upprepades när medborgarrättslagar även avskaffades av väljarna i Saint Paul, Minnesota, Wichita, Kansas och Eugene, Oregon åren 1978-1979.
Den kaliforniske delstatssenatorn John Briggs hoppades bli vald till guvernör i Kalifornien 1978. Valdeltagandet i Miami imponerade honom och han såg sin chans i de kristna fundamentalisternas kampanj. Han skrev ett lagförslag som hindrade homosexuella män och kvinnor från att undervisa i Kaliforniens offentliga skolor. Briggs hävdade privat att han inte hade något emot homosexuella och berättade för Randy Shilts att "det är bara politik." Slumpvisa attacker mot homosexuella ökade i Castro. När polisens svar uppfattades som otillräckligt patrullerade grupper av homosexuella området själva och höll utkik efter angripare. Den 21 juni 1977 dog en homosexuell man vid namn Robert Hillsborough av 15 knivhugg medan hans angripare mässade "Faggot!" (bögjävel). Både borgmästare Moscone och Robert Hillsboroughs mor lade skulden på Anita Bryant och John Briggs. En vecka före händelsen hade Briggs på en presskonferens kallat staden en "sexuell avfallshög". Några veckor senare demonstrerade 250 000 personer i 1977 års San Francisco Gay Freedom Day Parade, det största deltagandet dittills vid något Gay Pride-evenemang.
I november 1976 hade väljarna i San Francisco beslutat att omorganisera valen till stadsfullmäktige så att ledamöterna valdes från enskilda distrikt istället för från staden som helhet. Harvey Milk visade sig snabbt som den ledande kandidaten i distrikt 5, omkring Castro Street.

### Den sista kampanjen
Gaypolitiken i San Francisco fick bränsle av Anita Bryans kampanj mot homosexualitet samt motstånd över hela USA mot lagar som garanterade de homosexuellas rättigheter. Fler än hälften av de sjutton kandidater från Castro som ställde upp i det påföljande kommunvalet var homosexuella. New York Times uppskattade att antalet homosexuella bosatta i staden var mellan 100 000 och 200 000 av totalt 750 000 invånare. Castro Village Association hade vuxit till 90 företag.
Rick Stokes, en tystlåten advokat som sedan länge varit öppen om sin homosexualitet, var Harvey Milks mest framgångsrike politiska motståndare. Han stöddes av Alice B. Toklas Memorial Democratic Club. Milk formulerade dock bättre de homosexuellas röst i politiken i San Francisco. Då Rick Stokes tonade ner sexualitetens betydelse förklarade Harvey Milk att den också krävde en ny politik: "Vi vill inte ha välvilliga liberaler, vi vill att homosexuella ska representera homosexuella ... Jag representerar de homosexuella på gatan; den fjortonårige rymlingen från San Antonio. Vi måste betala tillbaka för hundratals år av förföljelse. Vi måste ge hopp till den stackars förrymda ungen från San Antonio. De går till barerna för att kyrkorna är fientliga. De behöver hopp! De behöver en bit av kakan!"
Enligt forskaren Karen Foss kunde Harvey Milk påverka stadens politik för att han var helt olik andra politiker: 
| ” | Milk råkade vara en högeligen energisk, karismatisk person med tycke för theatrics och inget att förlora ... Genom att använda skratt, omkastning, transcendens, och sin insider/outsider-status, bidrog Milk till att skapa ett klimat där dialog om frågor blev möjlig. Han erbjöd också ett sätt att integrera de disparata rösterna av sina olika väljarbaser." | „ |

Harvey Milk arbetade också för bättre barnomsorg, gratis kollektivtrafik och ett civilt organ som skulle utöva tillsyn över polisen. Han använde samma kampanjtaktik som i tidigare valrörelser: mänskliga affischtavlor, timtals handskakningar, och dussintals tal som uppmanade homosexuella att känna hopp. Denna gång stöddes han till och med av tidningen San Francisco Chronicle. Han vann med marginalen 30 procent mot sexton andra kandidater. Efter att segern var uppenbar anlände han till Castro Street på bakdelen av sin kampanjledares motorcykel, eskorterad av sheriff Richard Hongisto, till ett "högljutt och rörande välkomnande".
Harvey Milk inledde vid den här tiden en ny relation, med en ung man vid namn Jack Lira. Han var ofta onykter offentligt och eskorterades från politiska evenemang av Milks medhjälpare. Sedan valkampanjen i valet till delstatskongressen hade Milk mottagit mer och mer våldsamma mordhot. Han blev bekymrad över att hans ökade offentliga framtoning gjorde honom till ett mål för mordförsök, och spelade in ett band som han önskade skulle följa honom om han blev mördad, och tillade: "Om en kula skulle tränga in i min hjärna, låt den kulan förstöra varje garderobsdörr". Förhållandet med Lira varade inte länge. Några veckor efter uppbrottet krävde Lira att Milk skulle komma till hans lägenhet. När Milk kom dit fann han att Lira hade hängt sig.

## Stadsfullmäktige
Installationen av den första öppet homosexuella man som, utan att vara sittande, vann i ett val till ett politiskt ämbete blev förstasidesstoff i hela USA.  Harvey Milks energi, skämtsamhet och oförutsägbarhet förargade ibland ordföranden för stadsfullmäktige, Dianne Feinstein. Vid sitt första möte med borgmästare Moscone kallade Milk sig själv "number one queen" och dikterade för Moscone att han måste gå genom Milk istället för Alice B. Toklas Memorial Democratic Club om han ville ha de homosexuellas röster i staden - en fjärdedel av San Franciscos väljare. Milk blev dock Moscones närmaste allierade i stadsfullmäktige. Milk var ofta beredd att rösta mot Feinstein och andra mer erfarna medlemmar av styrelsen. Till en början höll han med fullmäktigekollegan Dan White, vars distrikt låg två miles söder om Castro, att en enhet för psykiatrisk vård för ungdomar inte borde förläggas där i ett gammalt kloster. Efter att Milk hade lärt sig mer om enheten ändrade han sig. White förlorade sin sak och motsatte sig därefter varje initiativ och ärende som Milk stödde. Milk initierade lagförslag för medborgerliga rättigheter som förbjöd diskriminering grundat på sexuell läggning. Stadgan kallades "den mest stringenta och omfattande i landet", och representerade "de homosexuellas växande politiska makt", enligt The New York Times. Endast fullmäktigeledamoten White röstade mot den.
Stadsbornas största klagomål var hundavföring. Harvey Milk svarade med att förpliktiga hundägare att ta hand om sina husdjurs spillning. Lagen antogs och kallades "pooper scooper law" och rönte stor uppmärksamhet i TV och tidningar. Milks kampanjmanager kallade honom "en mästare på att komma på vad som skulle ge honom uppmärksamhet...". Vid en presskonferens i Duboce Park trampade Milk i avföring till synes av misstag, men han hade varit i parken i en timme tidigare och letat efter rätt ställe att gå framför kamerorna. Randy Shilts noterade att "...i realiteten var Harveys politiska filosofi aldrig mer komplicerad än frågan om hundskit; de som styrde skulle lösa folks grundläggande problem."

### Hopptalet
Sedan den första valkampanjen 1973 var Harvey Milk en entusiasmerande talare och som fullmäktigeledamot förbättrades hans teknik. Det mest kända talet kallas "Hope Speech" (Hopptalet). Inledningen leker med beskyllningen att homosexuella personer rekryterar lättpåverkade ungdomar: "Mitt namn är Harvey Milk—och jag vill rekrytera dig". Nära slutet av sitt liv framförde han en version som vänner och medarbetare tyckte var den bästa, med den mest effektiva avslutningen:
| ” | Och de unga homosexuella människorna i Altoona, Pennsylvaniana och Richmond, Minnesotana som kommer ut och hör Anita Bryant på TV och hennes berättelse. Det enda de har att se fram emot är hopp. Och ni måste ge dem hopp. Hopp om en bättre värld, hopp om en bättre morgondag, hopp om ett bättre ställe att komma till och pressen där hemma är för stor. Hopp att allt kommer att lösa sig. Utan hopp kommer inte bara homosexuella, utan de svarta, de äldre, de handikappade, vi-na, vi-na kommer att ge upp. Och om de medverkar till att välja till centralkommittén och andra ämbeten fler homosexuella personer ger det ett grönt ljus till alla som känner sig berövade rösträtt, ett grönt ljus för att röra sig framåt. Det betyder hopp för en nation som har givit upp, eftersom om en homosexuell person gör det är dörrarna öppna för alla. | „ |

### Briggsinitiativet
John Briggs tvingades hoppa av guvernörsvalet i Kalifornien 1978, men fick entusiastiskt stöd för "Proposition 6", som fick benämningen Briggsinitiativet (Briggs Initiative). Den föreslagna lagen skulle ha gjort det obligatoriskt att avskeda homosexuella lärare—och över huvud taget anställda i offentliga skolor som stödde homosexuellas rättigheter. Briggs budskap till stöd för "Proposition 6" hade stor genomslagskraft runtom i Kalifornien, och Harvey Milk bevistade varje evenemang som Briggs var värd för. Milk förde kampanj mot lagförslaget över hela delstaten också, och svor att även om Briggs vann Kalifornien skulle han inte vinna San Francisco. I deras många debatter, vilka mot slutet hade slipats till snabba retsamheter fram och tillbaka, vidhöll Briggs att homosexuella lärare ville förföra och rekrytera barn. Milk svarade med statistik insamlad av rättsliga myndigheter som gav belägg för att pedofiler främst identifierade sig som heterosexuella, och avfärdade Briggs poänger med vitsiga repliker som "Om det vore sant att barn efterapade sina lärare, skulle det sannerligen vara jädrans många fler nunnor som sprang omkring".

Deltagandet i Gay Pride-parader under sommaren 1978 i Los Angeles och San Francisco ökade kraftigt. San Francisco's Gay Freedom Day Parade hade en uppskattad mängd deltagare på 250 000 till 375 000. Tidningarna hävdade att det ökade antalet berodde på John Briggs. Organisatörerna bad deltagare att bära skyltar som angav deras hemstäder inför kamerorna, för att visa hur långt människor hade åkt för att bo i Castro-området. Milk åkte i en öppen bil med en skylt med texten "Jag är från Woodmere, N. Y. " Han framförde en version av det som blev hans mest kända tal, "Hopptalet" ("Hope Speech"), som enligt The San Francisco Examiner "eldade upp folkmassan":
På denna årsdag för Stonewall, ber jag mina homosexuella systrar och bröder att göra åtagandet att kämpa. För sig själva, för sin frihet, för sitt land … Vi kommer inte att vinna våra rättigheter genom att stanna tyst i våra garderober ... Vi kommer ut för att bekämpa lögnerna, myterna, förvrängningarna. Vi kommer ut för att berätta sanningarna om homosexuella, för jag är trött på överenskommelsen om tystnad, så jag kommer att tala om det. Och jag vill att ni ska tala om det. Ni måste komma ut. Kom ut inför era föräldrar, era släktingar.
Trots förlusterna i strider för homosexuellas rättigheter på olika platser i landet det året, var han fortfarande optimistisk, och sade "Även om homosexuella förlorar i dessa initiativ, blir människor ändå upplysta. På grund av Anita Bryant och Dade County blev hela landet undervisat om homosexualitet i större utsträckning än någonsin tidigare. Det första steget är alltid fientlighet, och efter det kan man sitta ner och tala om det."
Den före detta guvernören av Kalifornien Ronald Reagan uttalade sitt motstånd mot lagförslaget, med hänvisning till de potentiella inskränkningarna i individuella rättigheter. Även guvernör Jerry Brown och president Jimmy Carter uttalade sig mot, den senare i en kommentar efter ett tal som han höll i Sacramento. Den 7 november 1978 förlorade lagförslaget med över en miljon rösters marginal, vilket förbluffade gayaktivisterna på valnatten. I San Francisco röstade 75 procent mot det.

## Mordet
Dan White avgick den 10 november 1978 från sin post i San Franciscos stadsfullmäktige. Han hävdade att hans årslön på $9600 inte var tillräcklig för att försörja hans familj. Även Milk kände av inkomstminskningen, när han och Scott Smith stängde Castro Camera en månad tidigare. Dan White begärde att återfå sin post efter några dagar. Borgmästare Moscone samtyckte till en början, men övertygades av andra ledamöter att tillsätta någon som bättre representerade valdistriktets etniska mångfald och stadsfullmäktiges liberala inriktning.
Borgmästaren planerade att tillkännage Whites ersättare några dagar senare, den 27 november 1978. En halvtimme före presskonferensen tog sig Dan White in i stadshuset genom ett källarfönster för att undvika metalldetektorer. Han förflyttade sig till Moscones kontor. Vittnen hörde White och Moscone skrika och sedan skottlossning. White sköt borgmästaren med ett skott i armen och ytterligare tre skott i Moscones huvud efter att han fallit till golvet. White skyndade till sitt före detta kontor och på vägen laddade han om sin polisrevolver med hålspetsammunition. Han hejdade Harvey Milk och bad honom gå åt sidan. Dianne Feinstein hörde skottlossning och ringde polisen. Hon fann Milk med ansiktet mot golvet. Han hade skjutits med fem skott, däribland två i huvudet från kort avstånd. Feinstein skakade så mycket att hon behövde stödjas av polischefen då hon identifierat liken. Senare meddelade hon medierna: "Idag har San Francisco upplevt en dubbel tragedi av enorm omfattning. Som ordförande för stadsfullmäktige är det min uppgift att informera er om att både borgmästare Moscone och ledamot Harvey Milk har blivit skjutna till döds." Hon överröstades av misstrogna rop och fortsatte: "och den misstänkte är ledamoten Dan White." Milk var 48 år gammal. Moscone var 49.
Inom en timme efter dådet ringde Dan White sin fru från en närbelägen restaurang. Hon mötte honom vid en kyrka och följde med honom till polisen, där White angav sig själv. Många invånare lämnade blommor på trappstegen till stadshuset. Samma kväll samlades 25-40 000 människor spontant på Castro Street och rörde sig mot stadshuset i en stearinljusvaka. Dagen därpå fördes Moscones och Milks lik till stadshusets rotunda där sörjande tog avsked. Sex tusen sörjande deltog i gudstjänst för borgmästare Moscone i St. Mary's Cathedral. Två minnesstunder hölls för Harvey Milk, en liten i Emanu-El-templet och en mer högljudd i operahuset.

### "Stad i kval"

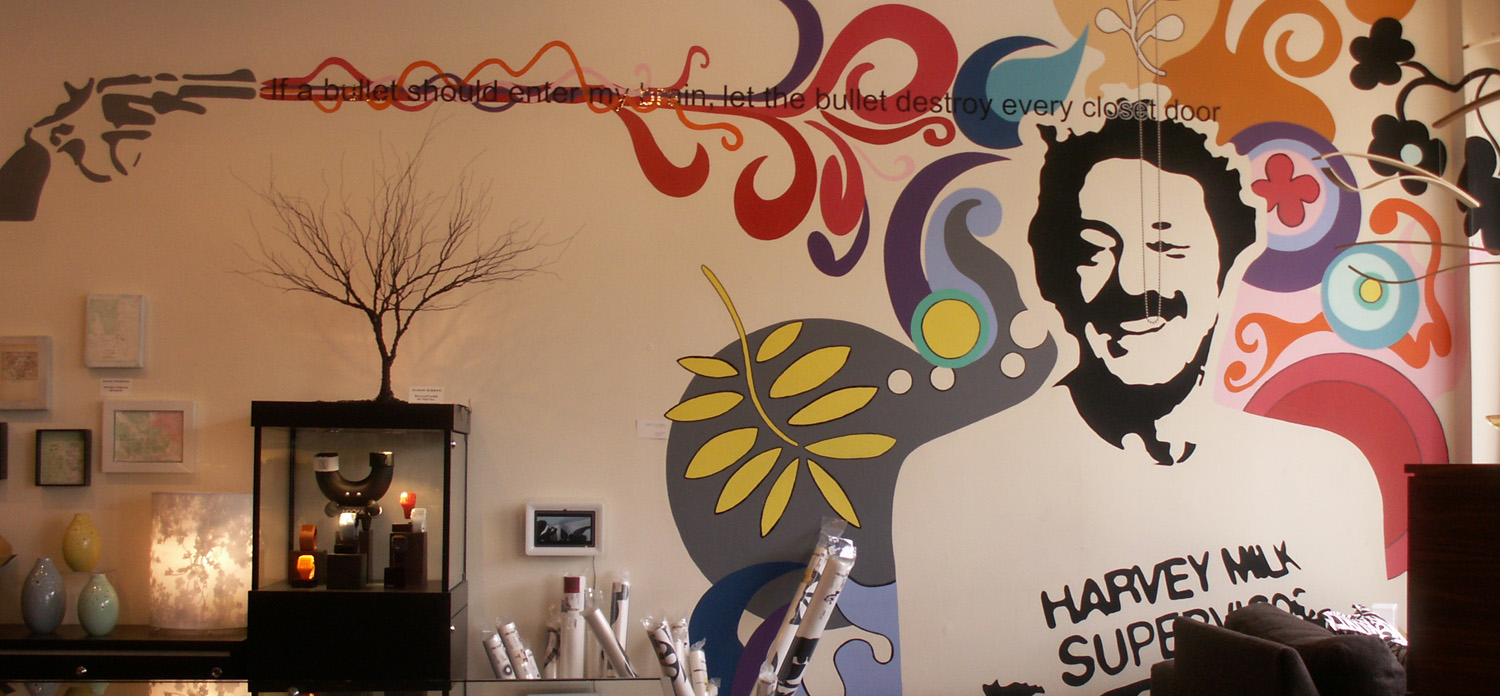
Harvey Milk vid sin butik. "Om en kula träffar min hjärna, låt då kulan rasera alla hemligt stängda dörrar." Väggmålning av John Baden.

Guvernör Jerry Brown beordrade att alla flaggor i Kalifornien skulle vaja på halv stång. Han kallade Milk en "hårt arbetande och engagerad fullmäktigeledamot, en ledare för San Franciscos gaysamhälle som höll sitt löfte att representera alla invånare i sin valkrets". President Jimmy Carter uttryckte sin bestörtning över morden. Talmannen i California Assembly Leo McCarthy kallade det "en vansinnig tragedi". Dagen efter morden var "A City in Agony" ("en stad i kval") den största rubriken i dagstidningen The San Francisco Examiner. Dan White åtalades för två mord och hölls utan borgen och med möjlighet till dödsstraff. Ett lagförslag hade nyligen antagits i Kalifornien som möjliggjorde dödsstraff eller livstids fängelse för mord på en offentlig ämbetsinnehavare.
Dan White var 32 år. Han tjänstgjorde i armén under Vietnamkriget. I sitt valdistrikt kandiderade han på en hårdför plattform mot brottslighet. Kollegor förklarade att han var en högpresterande "all-American boy". Veckan efter morden skulle han ha mottagit en utmärkelse för att som brandman 1977 ha räddat en kvinna och ett barn från en 17 våningar hög byggnad. Han var den enda ledamoten som röstade mot Milks förslag om homosexuellas rättigheter tidigare det året. Milk och White kom bra överens till en början. En av Whites politiska medhjälpare (som var homosexuell) mindes att "Dan hade mer gemensamt med Harvey än han hade med någon annan i styrelsen". Tiden efter att Milk ställt sig positiv till den nya enheten för psykisk hälsa kommunicerade White aldrig direkt med Milk. Medhjälparen som sprang mellan White och Milk sa "när jag talade med [White] insåg jag att i hans ögon representerade Harvey Milk och George Moscone allt som var fel i världen". Bekanta mindes White som mycket intensiv. "Han var impulsiv ... Han var en extrem tävlingsmänniska, tvångsmässighet så... Jag tror att han inte kunde hantera nederlag." Whites kollegor och anhängare beskrev hans "boxartemperament och imponerande förmåga att nära gammalt groll".
När Harvey Milks vänner letade i hans garderob efter en begravningskostym såg de hur mycket han hade drabbats av sin inkomstminskning som fullmäktigeledamot. Alla hans kläder var i sönderfall och hans strumpor hade hål. Harvey Milk kremerades och hans aska delades upp. Den största delen spreds i San Francisco Bay av hans närmaste vänner. En del av askan kapslades in och begravdes under trottoaren framför Castro Street 575, där Castro Camera hade legat. Harry Britt, en av de fyra personer som Milk hade listat på sitt kassettband som acceptabel ersättare om han skulle bli mördad, tillsattes av den tillförordnade borgmästaren, Dianne Feinstein.

### Rättegången
Dan Whites dåd och rättegång belyste svåra spänningar mellan den liberala befolkningen och stadens polis, som mestadels var irländsk arbetarklass som ogillade den stora inflyttningen av homosexuella. De tyckte inte heller om stadsledningens liberala inriktning. Poliser bar öppet T-tröjor med texten "Frige Dan White" dagarna efter mordet. Whites tidigare poliskollegor skämtade om Harvey Milk när White satt i sin cell efter bekännelsen. En undersheriff för San Francisco sade: "ju mer jag observerade vad som hände i fängelset ju mer slutade jag se det Dan White gjorde som en individuell handling och jag började se det som en politisk aktion i en politisk rörelse". Dan White visade ingen ånger för sina handlingar och uppvisade sårbarhet endast under ett åtta minuter långt telefonsamtal till sin mor från fängelset.
Juryn i rättegången bestod av San Franciscobor ur den vita medelklassen, mestadels katoliker. Homosexuella och etniska minoriteter befriades från juryreserven. Juryn var tydligt välvilligt inställd till den anklagade. Några av ledamöterna grät när de hörde Dan Whites tårfyllda inspelade bekännelse, som avslutades med att förhörsledaren tackade White för hans ärlighet. Whites försvarsadvokat, Doug Schmidt, hävdade att White inte var ansvarig för sina handlingar. Han hänvisade till det juridiska begreppet "diminished capacity" (nedsatt mental förmåga, psykiskt oberäknelig): "Goda människor, fina människor, med fina bakgrunder, dödar helt enkelt inte människor i kallt blod". Schmidt försökte bevisa att Whites plågade psykiska tillstånd orsakats av manipulativa politikerkollegor i stadshuset. Han hävdade att de genomgående hade gjort honom besviken och förvirrad, slutligen genom att lova honom hans jobb tillbaka och sedan förvägra honom det igen. Schmidt sade att Whites psykiska försämring demonstrerades och förvärrades av hans orgie i skräpmat natten före morden, eftersom han vanligtvis var känd som hälsomedveten. Tidningarna i området döpte det snabbt till "Twinkie-försvaret" (Twinkie defense). White frikändes för morden den 21 maj 1979 men befanns skyldig till dubbelt dråp (voluntary manslaughter). Han dömdes till sju och två tredjedels år i fängelse. Han släpptes efter fem år, när domen minskades för avsutten tid och gott uppförande.

### "White Night"-upploppen

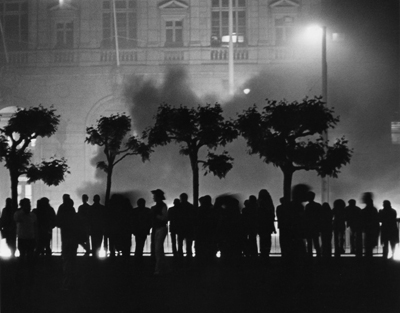
Uppror vid San Franciscos stadshus 21 maj 1979.

Juryns beslut fördömdes av tillförordnade borgmästaren Dianne Feinstein, fullmäktigeledamot Carol Ruth Silver och Milks efterträdare Harry Britt. När domen tillkännagavs på polisradion i staden sjöng någon "Danny Boy" på polisbandet. En svallvåg av människor från Castro District vandrade igen till stadshuset och ropade "Avenge Harvey Milk" (Hämnas Harvey Milk) och "He got away with murder" (Han kom undan med mord). Tumultet eskalerade snabbt då stenar kastades mot byggnadens framdörrar. Milks vänner och medhjälpare försökte stoppa förstörelsen, men mobben på mer än 3000 personer ignorerade dem och satte eld på polisbilar. De knuffade in en brinnande tidningsbehållare genom stadshusets sönderslagna dörrar och hurrade sedan när lågorna växte. En av deltagarna i upploppet besvarade en reporters fråga om varför de förstörde delar av staden med: "Säg bara till folk att vi åt för många Twinkies. Det är därför detta händer." Polischefen beordrade polisen att inte vedergälla, utan hålla stånd. "White Night"-upploppen, som de kom att kallas, varade i flera timmar.
Senare samma kväll, 21 maj 1979, anlände flera polisbilar fyllda med poliser i kravallutrustning till Elephant Walk Bar på Castro Street. Harvey Milks protegé Cleve Jones och en reporter för San Francisco Chronicle, Warren Hinckle, såg på medan poliser stormade in på baren och började slå besökare slumpvis. Efter 15 minuters kalabalik lämnade de baren och slog mot människor som promenerade på gatan. Polischefen beordrade slutligen poliserna bort från området. När det blev morgon hade 61 poliser och 100 deltagare i upploppet och homosexuella bosatta i Castroområdet förts till sjukhus. Stadshuset, polisbilar och Elephant Walk Bar åsamkades skador på över $1 000 000.
Efter domen ställdes distriktsåklagaren Joseph Freitas inför en ursinnigt gaysamhälle för att förklara vad som hade gått fel. Åklagaren erkände att han tyckte synd om Dan White före rättegången och hade underlåtit att fråga förhörsledaren som spelade in Whites bekännelse om hans partiskhet - denne var en barndomsvän till White och tränare i hans softballag. Freitas ville inte genera polismannen inför hans familj i rättssalen. Freitas ifrågasatte inte heller Whites sinnesstämning eller frånvaro av tidigare psykisk sjukdom. Fullmäktigeledamot Carol Ruth Silver vittnade på rättegångens sista dag om att White och Milk inte var vänligt sinnade mot varandra. Hon hade själv kontaktat åklagaren och insisterat på att vittna. Det var det enda vittnesmål juryn hörde om deras ansträngda relation. Freitas skyllde på juryn som han hävdade hade blivit "duperade av rättegångens hela känslomässiga aspekt".

### Efterspel
Morden på Milk och Moscone och rättegången mot White förändrade stadens politik och Kaliforniens rättssystem. År 1980 slutade San Francisco med distriktsvalkretsar i valet till stadsfullmäktige. Man fruktade att en så uppdelad styrelse skulle vara skadlig för staden och att valen hade varit en faktor i morden. En gräsrotsrörelse för att återinföra valkretsar i mitten av 1990-talet nådde framgång och staden återinförde distriktsrepresentation år 2000. Som en följd av rättegången mot Dan White ändrade Kaliforniens väljare lagen för att göra det mindre troligt att åtalade som visste vad de gjorde men hävdade att deras förmåga var nedsatt skulle frikännas. Diminished capacity avskaffades som försvar mot en anklagelse, men domstolarna lät tillståndet vägas in när de dömdas straff skulle bestämmas. "Twinkie defense" har blivit en del av amerikansk mytologi och beskrivs populärt som ett fall där en mördare undgår rättvisan eftersom han frossat på skräpmat. Detta förenklar Dan Whites brist på politisk skicklighet, hans relationer med George Moscone och Harvey Milk, och det som San Francisco Chronicle-kolumnisten Herb Caen beskrev som pandemiskt "ogillande av homosexuella" inom polisen.
Dan White avtjänade något över fem år för dubbelmordet på Moscone och Milk. Den 22 oktober 1985, ett och ett halvt år efter att han kommit ut ur fängelset, hittades White död i en bil i sin exfrus garage. Han var 39 år gammal. Hans försvarsadvokat sade till journalisterna att han hade varit nedslagen över att ha förlorat sin familj och den situation han hade orsakat. Han tillade: "Detta var en sjuk man."

## Eftermäle
Harvey Milk betonade under sitt sista år i livet att för få ett slut på diskrimineringen och våldet mot dem måste homosexuella bli mer synliga. Själv hade han inte kommit ut till sin mor före hennes död många år tidigare men han uppmanade andra att göra så, i sitt sista uttalande under sin inspelade förutsägelse av det förestående mordet på honom: 
| ” | Jag kan inte hindra någon från att bli arg, eller rasande, eller frustrerad. Jag kan bara hoppas att de vänder den vreden och frustrationen och vansinnet till något positivt, så att två, tre, fyra, fem hundra kan träda fram, så de homosexuella doktorerna kommer ut, de homosexuella advokaterna, de homosexuella domarna, homosexuella bankirerna, homosexuella arkitekterna... Jag hoppas att varje homosexuell yrkesman kommer att säga ’nog’, träd fram och berätta för alla, bär en symbol, låt världen veta. Kanske kan det hjälpa. | „ |

Mordet på Milk har förknippats med hans politiska gärningar; delvis eftersom han mördades vid höjdpunkten av sin popularitet. Historikern Neil Miller skriver: "Ingen samtida amerikansk homosexuell ledare har hittills uppnått i livet den betydelse Milk fann i döden". Hans arv har blivit tvetydigt. Randy Shilts avslutar sin biografi med att Milks framgång, mordet på honom och den ofrånkomliga rättvisan i domen mot White representerade alla homosexuellas erfarenhet. Milks liv var "en metafor för den homosexuella erfarenheten i Amerika". Enligt Frances FitzGerald har Milks legend inte kunnat upprätthållas då ingen o Castro-området tycktes kunna inta hans plats under åren efter hans död.
Historikern John D'Emilio sa på 20-årsdagen av Harvey Milks död: "Det arv som jag tror att han skulle vilja bli ihågkommen för är nödvändigheten att alltid leva sitt liv med integritet". För en så kort politisk karriär, tillräknar Cleve Jones mer till mordet på honom än till hans liv: "Mordet på honom och svaret på det gjorde bögars och lesbiskas fulla deltagande i den politiska processen permanent och obestridlig."
I San Francisco har flera platser uppkallats efter Harvey Milk. Vid korsningen Market Street och Castro Street finns Harvey Milk Plaza. The San Francisco Gay Democratic Club bytte namn till Harvey Milk Memorial Gay Democratic Club 1978. I New York koncentrerar sig Harvey Milk High School på HBT-ungdomars behov och drivs av Hetrick Martin Institute.

### Kulturella referenser
Frilansjournalisten Randy Shilts skrev år 1982 en biografi om Milk 1982 med titeln The Mayor of Castro Street. Boken filmatiserades: The Times of Harvey Milk belönades med en Oscar år 1984, som bästa dokumentärfilm. Regissören Rob Epstein berättade om valet av Harvey Milks liv som ämne: 
| ” | På den tiden, för oss som bodde i San Francisco, kändes det som det var livet som förändrades, att vi hade all världens ögon på oss, men i själva verket hade större delen av världen ingen aning. Det var bara en riktigt kort, provinsiell, lokal nyhetshistoria om att borgmästaren och en stadsfullmäktigeledamot i San Francisco blev mördade. Det gav inte mycket genljud. | „ |

En musikalisk teaterproduktion med titeln The Harvey Milk Show hade premiär 1991. Operan Harvey Milk (1996) av Stewart Wallace "mytologiserar", skrev Los Angeles Times, "Milk som en symbol för födelsen av den moderna rörelsen för homosexuellas rättigheter",
Harvey Milk inkluderades i "Time 100 Heroes and Icons of the 20th Century" som "en symbol för vad homosexuella kan åstadkomma och riskerna de möter". Trots hans upptåg och PR-jippon, "förstod ingen bättre än Milk själv hur hans offentliga roll kunde påverka privatlivet... [han] visste att grundorsaken till de homosexuellas besvärliga situation var [deras] osynlighet". I sitt nummer om "40 hjältar" under 1900-talet listade magasinet The Advocate Harvey Milk som tredje namn. Dianne Feinstein citerades: 
| ” | Hans homosexualitet gav honom förståelse för ärren som alla förtryckta människor bär. ...[Ingen] uppoffring var... [för dyr] för de mänskliga rättigheternas sak. | „ |

#### FilmenMilk
År 2008 visades filmen Milk första gången den 28 oktober på en välgörenhetsvisning på Castro Theater. Filmen är regisserad av Gus Van Sant, med Sean Penn i huvudrollen som Harvey Milk och Josh Brolin som Dan White. Filmen tog åtta veckor att spela in. Statister som var närvarande vid de faktiska händelserna medverkade i stora masscener, däribland en scen som avbildar Milks "Hopptal" vid Gay Freedom Day Parade 1978. Milk vann två Oscars 2009: Bästa manliga huvudroll (Sean Penn) och Bästa originalmanus (Dustin Lance Black); samt nominerades i ytterligare sex kategorier. Filmen har också nominerats till 49 andra utmärkelser världen över, och vunnit 99.